# 年金保険
年金保険（ねんきんほけん）とは、保険の仕組みを使い、保険料の拠出が前提となる年金制度。運営主体や加入強制の有無などにより公的年金と私的年金に分かれる。
先進国の公的年金は、ほとんどが保険料の拠出を前提とする制度を採用しており、財源を税のみで給付する制度は被害者補償のための年金など、対象者が狭く限定される。
日本の公的年金保険は社会保険の一つとして、医療保険・労災保険・雇用保険・介護保険と並列して論じられる場合が多い。

## 日本の制度

### 公的年金と民間年金保険の違い

#### 公的年金
1. 財源 - 保険料と税金。積立金の運用益なども含む。
2. 運営 - 日本年金機構。社会保障制度の一種として厚生労働省の指揮監督下にある。
3. 受給 - 老齢年金・障害年金・遺族年金の3種。
4. 欠点 - 将来予想される受給時期の繰り下げ、景気変動による受給金額の減少。

#### 民間年金保険
1. 財源 - 民間企業が保険料を運用して利益を得た収益。税金投入はない。
2. 運営 - 民間企業（企業の利益追求）。
3. 受給 - 各企業独自の給付。
4. 欠点 - 実施企業の倒産・経営悪化・運用失敗による受給金額の減少。

### 民間年金保険
民間金融機関が運営する私的年金で、個人年金保険ともいう。一般に保険料の運用リスクが公的年金より高い。
年金の受け取り方には、主に以下がある。
- 終身年金 - 受け取り開始年齢に達してから、被保険者が死亡するまで受取人に年金を支払うもの。
- 保証期間付終身年金 - 終身年金の内、初めの10年から15年間に関しては被保険者がその間に死亡しても、受取人またはその相続人に保証期間の終了まで年金を支払うもの。
- 確定年金 - 被保険者の生死に関係なく、5年から20年など定められた期間は受取人に年金を支払うもの。貯蓄の取り崩しに形態的には最も近い。
- 有期年金 - 5年から20年などの定められた期間のうち、被保険者が生存している間のみ年金を支払うもの。
- 保証期間付有期年金 - 有期年金のうち、初めの5年から10年間は保証期間として、被保険者の生死にかかわらず年金を支払うもの。

保険金にかかる税金は、日本の税制では以下の通りになる。
- 契約者（保険料負担者）=受取人の場合（被保険者は無関係） - 所得税
- 契約者（保険料負担者）≠受取人の場合（被保険者は無関係） - 贈与税、所得税（2年目以後）

かつては保険会社・郵便局（簡易保険）・農業協同組合・共済などでもっぱら取り扱われてきたが、1990年代後半の金融改革に伴い、銀行や証券会社でも販売されるようになった。

#### 定額年金保険
契約した段階で、将来受け取る年金額が確定するもの。契約時の予定利率に保険の受取額が大きく左右されるため、1990年代後半〜2000年代のようにそれが低い段階での契約は一般的に損とされる。
また、インフレーションなどへの対応がしにくいといった問題もある。
終身保険や養老保険など、貯蓄型生命保険は多くの保険会社において、満期時ないしは支払い終了時に、定額年金への切り替えが可能となっている。

#### 変額年金保険（投資型年金）
1990年代に現れた個人年金保険で、投資信託の制度を取り入れたものである。基本的に契約者が保険の運用に対する指示を行い、その成果に基づいて年金額が決定する。

日本では、バブル期の変額保険の問題などがあったことから、年金支払い前に被保険者が死亡した場合のみ元本を保証するのが通常である。
根本的に分散投資・長期投資によるリスク低減により、預金などでは不可能な物価上昇に負けない運用を目指した商品で、401kと同じく根本的な理念は現代ポートフォリオ理論を下敷きにしている。個々人の運用目標・投資額にあわせて、効率的フロンティアに基づく資産配分で各ファンドに投資するのが本来想定されている基本的な仕組みである。
しかし、元本の保証は基本的になされないため、元本保証を好む日本市場に合わせ、基本的な理論からはかけ離れた、年金原資の最低保証（納付額の100〜110%など）を定めたタイプも登場している。
現在定期的な収入がある利用者には、月払い・年払いといった分割払い（積立型、平準払い型などともいう）の方が利便性が高いため、米国ではそのような分割払いの商品が多いが、日本の場合は多くの金融機関で退職金を運用するような層を主要顧客として想定しているため、一時金を一括して納めて運用する一時払い型の商品が圧倒的に多い。
また日本国外で変額年金（Variable Annuity）という場合、年金支払開始後も変額運用を行うが、日本の変額年金保険では年金支払開始後は定額運用となる商品が主であり、欧米で言う "Variable Anuuity" は日本ではまれである。